# Um Samurai em São Paulo
Um Samurai em São Paulo é um filme documentário brasileiro de 2023 dirigido por Débora Mamber Czersnia. Conta a história do mestre de karatê Taketo Okuda. O filme foi lançado nos cinemas em 30 de março de 2023 pela Elo Studios. Foi selecionado para a Mostra Internacional de Cinema de São Paulo, em 2022.

## Sinopse
O documentário conta a história de vida de Taketo Okuda, um renomado mestre de karatê japonês, é retratado como uma figura marcada pela infância durante a Segunda Guerra Mundial, treinado para ser um guerreiro que deveria estar pronto para matar ou morrer. Ele foi enviado ao Brasil com o objetivo de difundir a arte marcial das mãos vazias. Sua jornada como professor de campeões até se tornar um mestre em busca da transcendência é narrada por uma de suas alunas, uma brasileira descendente de sobreviventes do Holocausto. Esse encontro entre dois personagens tão distintos explora os significados profundos da arte marcial e da autodefesa em um mundo ameaçador.

## Recepção
Barbara Demerov, para a Veja São Paulo, disse sobre o filme: "Em sua estreia como diretora, Débora propõe um retrato comovente – e muito bem construído – de um homem que dedicou uma vida inteira ao karatê e às tantas reflexões que ele impulsiona".